# Torx

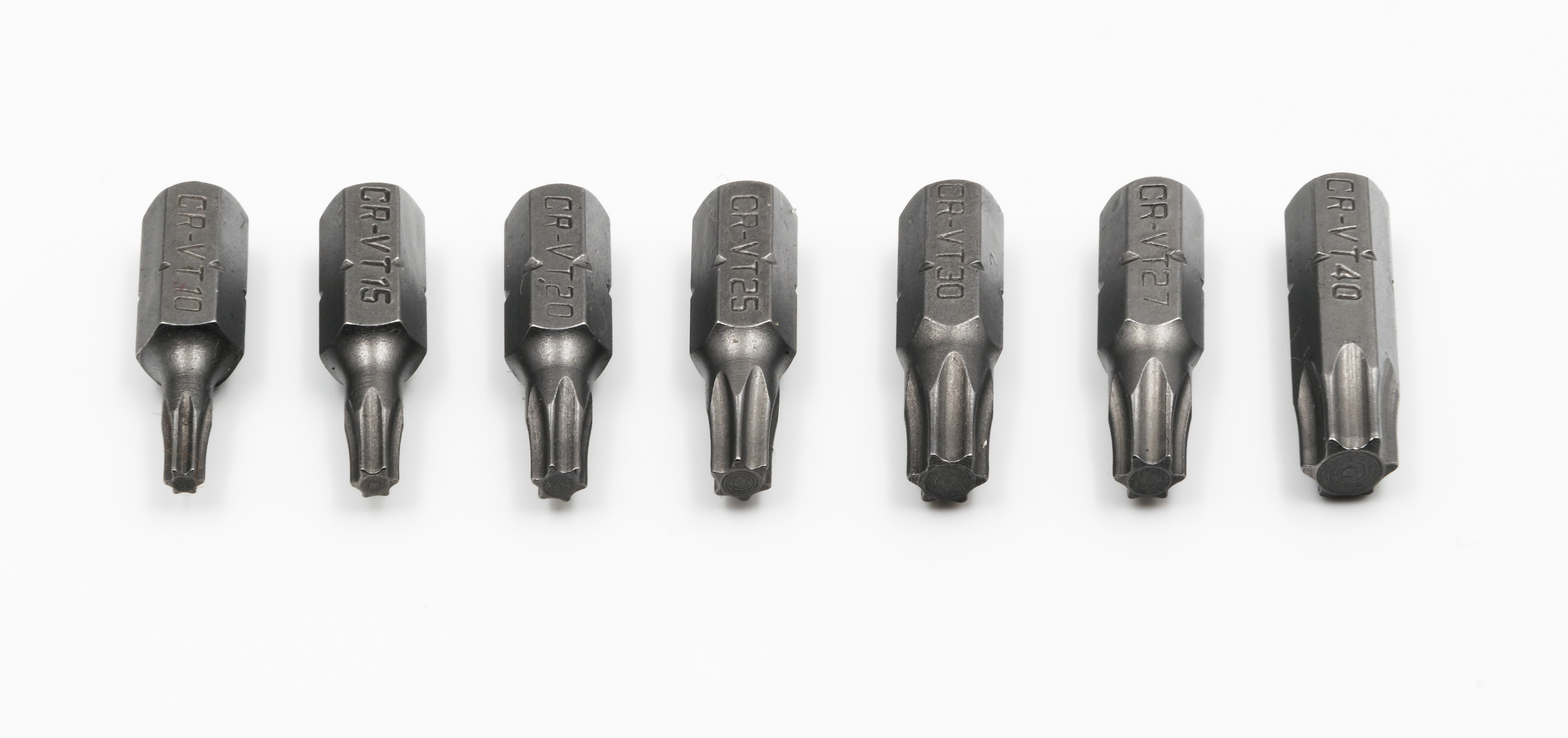
Bity Torx

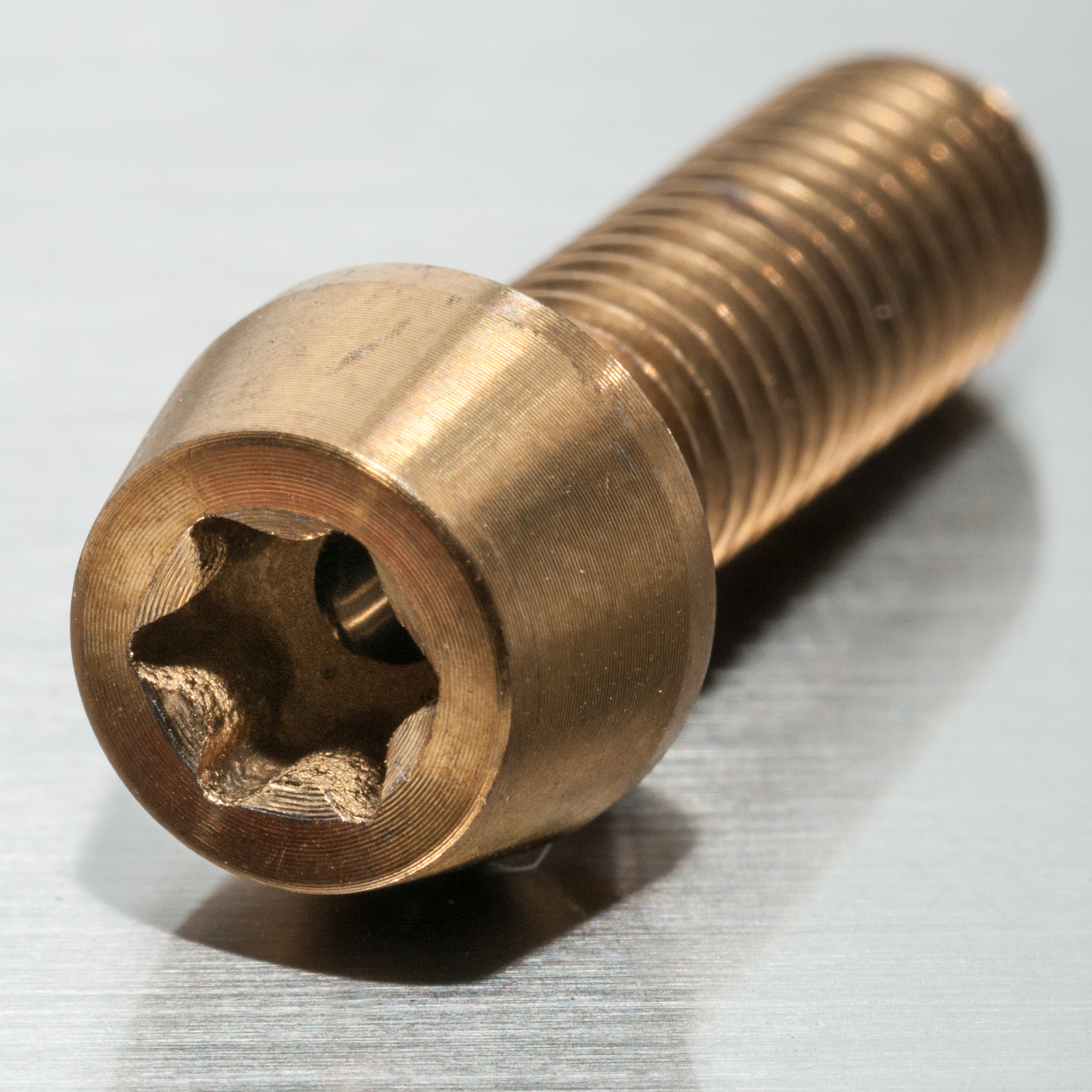
Śruba z gniazdem Torx

Schemat nacięcia Torx

Torx – typ nacięcia klucza lub wkrętaka o kształcie charakterystycznej sześcioramiennej gwiazdy. Występuje w rozmiarach od T1 do T100. Pozwalają na lepsze przenoszenie momentu obrotowego niż imbus.
Rozróżnia się widoczne na zdjęciu TORX H (TORX TR) z otworem w środku (dodatkowe zabezpieczenie przed nieautoryzowaną manipulacją wymagane dla niektórych sprzętów elektronicznych; gniazda wymagające takiego klucza określane są jako pin torx), TORX zwykły bez otworu oraz TORX MAX o innym zarysie gwiazdy (grubsze „ramiona”).
Nazwą tą określa się też konstrukcje zbliżone do klasycznego torxa, np. pięcioramienne (Security Torx).
| wielkość | ∅ w calach | ∅ w mm   | maksymalny moment dokręcenia |
| -------- | ---------- | -------- | ---------------------------- |
| T1       | 0,031″     | 0,81 mm  | 0,02…0,03 Nm                 |
| T2       | 0,036″     | 0,93 mm  | 0,07…0,09 Nm                 |
| T3       | 0,046″     | 1,10 mm  | 0,14…0,18 Nm                 |
| T4       | 0,050″     | 1,28 mm  | 0,22…0,28 Nm                 |
| T5       | 0,055″     | 1,42 mm  | 0,43…0,51 Nm                 |
| T6       | 0,066″     | 1,70 mm  | 0,75…0,9 Nm                  |
| T7       | 0,078″     | 1,99 mm  | 1,4…1,7 Nm                   |
| T8       | 0,090″     | 2,31 mm  | 2,2…2,6 Nm                   |
| T9       | 0,098″     | 2,50 mm  | 2,8…3,4 Nm                   |
| T10      | 0,107″     | 2,74 mm  | 3,7…4,5 Nm                   |
| T15      | 0,128″     | 3,27 mm  | 6,4…7,7 Nm                   |
| T20      | 0,151″     | 3,86 mm  | 10,5…12,7 Nm                 |
| T25      | 0,173″     | 4,43 mm  | 15,9…19 Nm                   |
| T27      | 0,195″     | 4,99 mm  | 22,5…26,9 Nm                 |
| T30      | 0,216″     | 5,52 mm  | 31,1…37,4 Nm                 |
| T40      | 0,260″     | 6,65 mm  | 54,1…65,1 Nm                 |
| T45      | 0,306″     | 7,82 mm  | 86…103,2 Nm                  |
| T50      | 0,346″     | 8,83 mm  | 132…158 Nm                   |
| T55      | 0,440″     | 11,22 mm | 218…256 Nm                   |
| T60      | 0,519″     | 13,25 mm | 379…445 Nm                   |
| T70      | 0,610″     | 15,51 mm | 630…700 Nm                   |
| T80      | 0,690″     | 17,54 mm | 943…1048 Nm                  |
| T90      | 0,784″     | 19,92 mm | 1334…1483 Nm                 |
Torx zewnętrzny (E)
Śruby z łbem w postaci wystającej gwiazdki są obecnie szeroko stosowane w samochodach. Rozmiary dla kluczy E są zupełnie inne niż rozmiary kluczy T. W sytuacjach awaryjnych nie mając nasadek Torx E niektóre śruby dają się odkręcić kluczami sześciokątnymi.
Istnieją następujące rozmiary kluczy Torx E: E4, E5, E6, E7, E8, E10, E12, E14, E16, E18, E20, E24, E28, E32, E36, E40, E44.